# Teresa Komorowska
Teresa Komorowska, coniugata Schielke, conosciuta anche con il nome germanizzato di Therese (Zabrze, 29 ottobre 1958), è un'ex cestista e allenatrice di pallacanestro polacca naturalizzata tedesca.

## Carriera
Con la Polonia ha disputato tre edizioni dei Campionati europei (1978, 1980, 1981).